# 舒适旧居
舒适旧居，位于江苏省苏州市姑苏区庙堂巷36号、盛家浜5号，建于民国。为苏州市文物保护单位。
舒适（1916年－2015年），本名舒昌格，浙江慈溪人，著名演员、导演，民盟党员，中国电影家协会理事。曾主演电影《林冲》、《红日》等。其父舒石父为清朝第一批官费赴日留学生，曾任江苏财政厅厅长。
舒适故居始建于清末，原为吴县法学家、东吴大学教授吴曾善之宅，1920年代末归舒石父所有。故居总占地780平方米，由南往北有三进平房，第四进为二层西式楼房两栋，西侧为附楼。主楼青瓦尖顶，铺设进口地砖。长窗嵌进口花玻璃。楼北侧有假山小园，种植花木，西北角嵌有角亭。